# L'Estérel
El Macizo de Esterel es un macizo de montaña volcánica de baja altitud de 320 km², ubicado en el borde del Mar Mediterráneo. Cubre el sureste de  Var, una pequeña parte se encuentra en Alpes Marítimos, en Francia.

## Situación
Ubicado en el sureste de Francia, es un macizo cristalino de origen volcánico que desemboca en el Mar Mediterráneo entre  Saint-Raphaël (Var) y Mandelieu-la-Napoule (Alpes-Maritimes).
Separado del Macizo des Maures por el valle del Argens. El relieve es irregular y profundamente abultado (Grenouillet, Malinfernet ...).
El macizo se extiende sobre 320 km² de los cuales 130 km² están clasificados y protegidos. 60 km² de los bosques estatales son mantenidos por la Oficina Nacional Forestal.

## Picos principales
- 618 m. en el Monte Vinaigre  (el punto más alto, en la ciudad de Fréjus)
- 558 m. los Suvières
- 548 m.: cumbre de Marsaou
- 492 m.: pico del oso
- 453 m.: pico de Cap-Roux
- 442 m.: el Saint-Pilon
- 440 m.: cumbre de las Grues de Grosses
- 439 m. cumbre de Pelet

## Geología
Es un macizo formado por rocas volcánicas que se formaron al final de la era del Paleozoico, hace 250 millones de años. En ese momento, la intensa actividad volcánica reinó durante 30 millones de años con la formación de  basalto y luego riolita (volcán Maure-Vieille). Desde entonces, el macizo ha sufrido una erosión muy fuerte que ya no nos permite ver la forma del edificio volcánico inicial.
El macizo se compone principalmente de rocas de pórfido (volcánico), en particular riolita que le dan su color rojizo (con vetas específicas de azul esterellita).
Este vulcanismo está relacionado con una extensión de la corteza terrestre, el estallido de Pangea y la formación del océano Tethys. Este vulcanismo de extensión con fecha del Pérmico se encuentra en otras partes de Francia: en Córcega (Monte Cinto) y en Morvan (Montreuillon)

## Clima
Clima mediterráneo, veranos calurosos y secos, inviernos suaves y bastante secos, otoños húmedos debido al hecho de que el Mediterráneo almacena calor, lluvias que pueden ser torrenciales y causar erosión severa. Durante ciertos inviernos, puede nevar en las alturas del Estérel, en particular en Monte Vinaigre en 618 metros de altitud.

## Fauna
Ciervo rojo, jabalí, lagarto, tortuga de Hermann,  cigarra,  mariposa, perdiz, faisán, liebre ...

## Flora
La flora del Esterel varía según la exposición: tiene vegetación típicamente mediterránea que ha tenido que adaptarse para limitar la evapotranspiración (hojas vidriadas y coriáceas, etc.) La vertiente norte del macizo, es más fresca y húmeda (microclima bastante cercano al tipo alpino con presencia de helechos, acebo, brezo ...). La vegetación tuvo que adaptarse a suelos muy pobres: suelos volcánicos, duros y ácidos, por lo tanto no muy degradables y arrastrados por las lluvias.

### Estrato de árbol
Los bosques de pinos de pino marítimo son frecuentes; uno también se encuentra con el pino sombrilla principalmente en el litoral. Los robles también son abundantes, alcornoque, el roble pubescente, la encina y el roble albar son las principales especies presentes. El eucalipto, importado de Australia, se ha vuelto subespontáneo allí, y algunas veces se considera invasivo.

## Hidrografía
- Lago de l'Avellan, el más importante con 6.2 ha.
- Lago de Trois-Vallons.
- Lago Grenouillet.
- Lago de la Charbonnière.
- Lago des Dames, que forma parte del Golf Internacional de Estérel
- Lago Saint-Esprit, en una zona urbanizada (Distrito de La Tour-de-Mare en Fréjus).
- Lago Pont du Duc.
- Lago de l'Écureuil, un punto de agua artificial permanente hasta 2009, ofrecía vegetación típica de los humedales. En 2009, después de la aparición de grietas en el dique de tierra de la presa, la ONF decidió purgar el lago y destruir el edificio. El lago Ecureuil ha dado paso a una pradera en la que el Río Agay se abre paso.